# Tasnádtanya
Tasnádtanya (más néven Tasnád, (ukránul: Затишне [Zatisne]) falu  Ukrajnában, Kárpátalján, a Beregszászi járásban. Beregszász községhez tartozik.

## Földrajz
Beregszásztól északra fekszik.

## Történelem
19. század végi alapítású tanya; neve a Tasnád családnévből ered. A Beregszásszal összeépült Beregardó külterületi lakott helye volt. A csehszlovák telepítési mozgalom keretében hegyvidéki ruszinokat költöztettek ide az Ilosvai, Ökörmezői és Szolyvai járásokból: 1933-tól 25 telket osztottak ki, melyekre több mint 90-en érkeztek. Ezt követően vált önállóvá a 20. században.

## Népesség
| 2001 | 500 |

A népesség anyanyelv szerinti megoszlása a teljes népesség %-ában (2001)

## Közlekedés
A településen megállója volt a Borzsavölgyi Kisvasútnak.